# Ophiactis brachygenys
Ophiactis brachygenys är en ormstjärneart som beskrevs av Hubert Lyman Clark 1911. Ophiactis brachygenys ingår i släktet Ophiactis och familjen bandormstjärnor. Inga underarter finns listade i Catalogue of Life.